# 今辻和典
今辻 和典（いまつじ かずのり、1929年1月19日 - 2006年7月15日）は、日本の詩人。
鹿児島県出身。晩年は横浜市在住であった。
代表作に詩集「西夏文字」(地球賞受賞)、訳本「愛する人は火焼島に」など。
2006年7月15日、肺癌のため死去。